# Bahnstrecke Swijaschsk–Ilowlja
Die Bahnstrecke Swijaschsk–Ilowlja (historisch russisch Во́лжская рока́да Wolschskaja rokada, übersetzt ‚Wolga-Rochade‘) ist eine breitspurige Eisenbahnstrecke, die am westlichen Wolgaufer vom Bahnhof Ilowlja (in der Nähe von Stalingrad, dem heutigen Wolgograd) zum Bahnhof Swijaschsk (bei Kasan) verläuft. Sie verbindet auch die Bahnhöfe Saratow, Sysran und Uljanowsk. Diese 978 km lange strategische Bahnstrecke wurde im Zweiten Weltkrieg gebaut, um nach einem möglichen Verlust des zentralen Eisenbahnknotenpunktes Moskau oder weiterer Gebiete westlich der Wolga eine frontnahe Nord-Süd-Eisenbahnverbindung zur Verfügung zu haben.

## Geschichte
Am 22. Juni 1941 begann der deutsch-sowjetische Krieg. Die Wehrmacht eroberte in wenigen Monaten große Gebiete und gelangte bis an den Stadtrand von Moskau.

Am 23. Januar 1942 beschloss das Staatliche Verteidigungskomitee der UdSSR den Bau der Wolga-Rochade. Sie sollte spätestens im August 1942 fertiggestellt sein. Zum Bau der Bahn wurden in den 1930er-Jahren errichtete Teilstrecken der Baikal-Amur-Magistrale (BAM) in Sibirien demontiert und das Material an die Wolga transportiert.
Der Streckenabschnitt zwischen Ilowlja und Saratow wurde von Mitarbeitern der Generaldirektion Eisenbahnbau unter der Leitung von Fjodor Alexejewitsch Gwosdjowski konzipiert. Die Erkundungsarbeiten wurden von A. P. Smirnow und P. K. Tatarinzew geleitet und im Februar / März 1942 abgeschlossen.
Der erste Zug auf dem Abschnitt Ilowlja–Petrow Wal fuhr am 7. August 1942 und am 11. September 1942 von Petrow Wal nach Saratow. Am 24. September begann der provisorische Betrieb des Abschnitts Ilowlja–Petrow Wal. Der Standort Swiask-Uljanowsk wurde der Bahn am 10. Oktober 1942 übergeben. Der erste regelmäßige Verkehr auf der gesamten Strecke wurde am 15. Oktober 1942 mit einer begrenzten Geschwindigkeit von bis zu 30 km/h begonnen. Heute ist die gesamte Strecke zweigleisig ausgebaut und elektrifiziert.